# پراگا (ورشو)

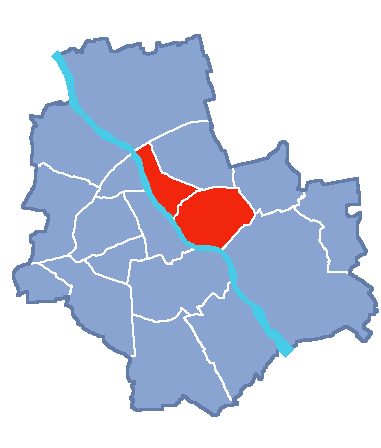

پراگا (انگلیسی: Praga) یک منطقه در ورشو در لهستان است. در ساحل شرقی رودخانه ویستولا قرار دارد. اولین بار در سال ۱۴۳۲ ذکر شده‌است، تا سال ۱۷۹۱ یک شهر جداگانه با منشور شهر خود را تشکیل داد.